# Michel Perron (joueur)
Pour les articles homonymes, voir Perron et Michel Perron.
Michel Perron, dit Terminator, est un bridgeur français.
Il débuta au Bridge Club du Raincy (Villemomble, Seine-Saint-Denis) (Club de Catherine d'Ovidio).
Durant quinze ans, il fit paire avec Paul Chemla (de 1984 à 1999).

## Palmarès
- Grand Maître mondial W.B.F. ;
- Champion du monde par équipes (Coupe des Bermudes) en 1997 (Hammamet) ;
- Deux Olympiades mondiales par équipes, en 1980 (Fauquemont-sur-Gueule) et 1992 (Salsomaggiore) ;
- Tournoi international de Biarritz en 1986 ;
- Médaille d'argent aux olympiades mondiales par équipes en 1984 (Seattle) ;
- Vice-champion d'Europe par équipes en 1995 (Vilamoura) ;
- 3e des championnats du monde par équipes en 1995 (Pékin) ;
- 3e des championnats du monde Rosenblum par équipes en 1978 (New Orleans) ;
- 3e des championnats d'Europe par équipes en 1979 (Lausanne), 1981 (Birmingham) et 1985 (Salsomaggiore).